# 이요와케역
이요와케역(일본어: 伊予和気駅 이요와케에키[*])은 일본 에히메현 마쓰야마시에 있는 시코쿠 여객철도 요산선의 역이다. 역 번호는 Y53이며, 상대식 승강장 2면 2선의 구조를 지닌 지상역이다.

## 역 주변
- 시코쿠 전력 마쓰야마 발전소

## 역사
- 1927년 4월 3일 : 요산 선 이요사이조 ~ 마쓰야마 역 간 개통과 동시에 역이 설치.
- 1987년 4월 1일 : 민영화에 의해, 시코쿠 여객철도로 이관.

## 인접 정차역
| 시코쿠 여객철도 요산선    | 시코쿠 여객철도 요산선 | 시코쿠 여객철도 요산선      |
| ------------------------- | ---------------------- | --------------------------- |
| Y 52 호리에 다카마쓰 방면 | 요산 선                | 미쓰하마 Y 54 마쓰야마 방면 |